# 阿富汗錫克教
阿富汗錫克教徒主要分布於阿富汗少数大城市，如在賈拉拉巴德，喀布爾，以及坎大哈。他们是阿富汗國民，多数説普什圖語也説旁遮普語。在蘇聯入侵阿富汗前有二十万人，估计大概有一百至三千個家庭。

## 存在
在喀布爾有大概三百個錫克教徒，至2001年，賈拉拉巴德有100個錫克族家庭。

## 歷史
蒙兀兒帝国時期已经有錫克商人來到阿富汗，之后杜蘭尼王朝與錫克人的衝突與英國入侵阿富汗，使他们十九世纪後正式出现在阿富汗。

## 聖戰和塔利班時代
1979年蘇聯入侵阿富汗，許多阿富汗錫克人逃到印度和巴基斯坦，1992年的納吉布拉政權倒台之后的内戰掀起第二次逃亡潮。
塔利班治下的錫克人是被容忍的宗教少数派，被允許信奉自己的宗教。但禁止火化傳統與被要求用黄色服装區别他们(印度教徒也一样)。

## 火葬爭議
錫克人的火葬傳統被認為是對伊斯兰教的褻瀆，這問題雙方已执拗了一百年。2003年他们投诉不能火葬，2010年喀布尔仍不准他们火葬。